# Mazières
Mazières korábbi község Franciaországban, Charente megyében. Lakosainak száma 104 fő (2018. január 1.). Mazières Cherves-Châtelars, Genouillac és Suaux községekkel határos.
2019. január 1-jén négy másik korábbi községgel egyesült és az így létrejött Terres-de-Haute-Charente új község része lett.

## Népesség
A település népessége az elmúlt években az alábbi módon változott:
| Lakosok száma | 179  | 140  | 126  | 93   | 99   | 99   | 100  | 106  | 102  | 104  |
|               | 1968 | 1975 | 1982 | 1999 | 2006 | 2011 | 2013 | 2016 | 2017 | 2018 |